# Ramona Marquez
Ramona Marquez (ur. 24 lutego 2001 w Londynie w Wielkiej Brytanii) – angielska aktorka dziecięca pochodzenia hiszpańskiego. Znana przede wszystkim z roli Karen Brockman w serialu BBC One Sto pociech.

## Rodzina
Jej ojcem jest Martin Marquez, aktor, najbardziej znany w telewizji z roli Gino Primirola, barmana z brytyjskiej komedii Hotel Babylon. Jej brat Raul Marquez pojawił się z nią w filmie Hotel Marigold.

## Filmografia

### Filmy
- 2009: Enid jako Imogen Pollock
- 2010: Jak zostać królem jako Księżniczka Małgorzata
- 2012: Hotel Marigold jako Wnuczka

### Seriale
- 2007–2014: Sto pociech jako Karen Brockman
- 2012: Secrets and Words odcinek 4 jako Megan Williams[2]

### Dubbing
- 2011: Artur ratuje gwiazdkę jako Gwen

## Teledyski
| Rok  | Piosenka | Autorzy              |
| ---- | -------- | -------------------- |
| 2014 | Kick Me  | Sleeping with Sirens |

## Nagrody
| Rok  | Konkurs               | Kategoria                        | Za                    | Rezultat  |
| ---- | --------------------- | -------------------------------- | --------------------- | --------- |
| 2009 | British Comedy Awards | Najlepsza debiutantka w komedii  | Sto pociech           | Wygrana   |
| 2012 | Young Artist Award    | Najlepsza żeńska rola dubbingowa | Artur ratuje gwiazdkę | Nominacja |